# Førerhan
 Der er for få eller ingen kildehenvisninger i denne artikel, hvilket er et problem. Du kan hjælpe ved at angive troværdige kilder til de påstande, som fremføres i artiklen.

En førerhan eller alfahan er en betegnelse der bruges til at beskrive den dominerende han i et dominanshierarki, der er et vigtigt element i den sociale organisation blandt nogle dyrearter. Ordet "alfahan" brugtes første i studier af ulve, og blev derfra bredt til studiet af andre arter. Men senere studier af den sociale organisation i ulveflokke viste at termen var en misrepræsentation, da der i de fleste tilfælde i naturen ikke er tale om et dominanshierarki, men en flok hvor et ynglende par lever sammen med flere generationer af deres eget afkom. David Mech den ulveforsker der oprindeligt udbredte termen, holdt derfor selv op med at bruge den.
Selvom begrebet ofte forstås som en han der er især er dominerende ved brug af fysisk magt overfor konkurrenter, viser studier af dominanshierarkier i f.eks. primater, herunder chimpanser, at alfahanner også ofte bruger pro-social adfærd, f.eks. at dele mad, til at blive vellidte og dermed opnå deres status. 
Begreberne alfahan og alfahun bruges i overført betydning om personer med høj status og socialt dominerende adfærd.

## Etymologi
Forstavelsen ”alfa-" er taget fra navnet på det græske bogstav α (alfa), som er det første tegn i det græske alfabet. (Det indgår også i ordet ”alfabet”.) Betydningen af alfahan bliver hermed ”den han der kommer først eller står først i rækken”. Omega er det sidste bogstav, og hanner i udkanten kaldes omegahanner.[kilde mangler]